# Вильфранш-сюр-Мер
Вильфра́нш-сюр-Мер (фр. Villefranche-sur-Mer, итал. Villafranca Marittima) — средиземноморский город и коммуна на юго-востоке Франции в регионе Прованс — Альпы — Лазурный берег, департамент Приморские Альпы, округ Ницца, кантон Босолей. До марта 2015 года коммуна являлась административным центром одноимённого упразднённого кантона (округ Ницца).

## Географическое положение
Вильфранш-сюр-Мер — один из многочисленных курортов Лазурного Берега. Находится примерно в шести километрах восточнее Ниццы. Рядом с городом находятся коммуны: Сен-Жан-Кап-Ферра, Больё-сюр-Мер.
Площадь коммуны — 4,88 км², население — 6610 человек (2006) с тенденцией к снижению: 5443 человека (2012), плотность населения — 1115,4 чел/км².

## История
Город был основан в 1295 году Карлом Анжуйским, графом Прованса. Он дал городу право свободной торговли и назвал его «Вилла-Франка» («вольным городом»).
В 1860 году Вильфранш-сюр-Мер отошёл от Сардинского королевства к Франции.
В конце XIX века (в 1857—1878 годах) в городе размещалась русская морская база, точнее, угольная станция. Русские военные корабли имели право лишь на стоянку на рейде, для пополнения припасов. После ухода военных некоторые объекты использовались контролируемой Россией океанографической лабораторией (основана в 1885 году, функционирует по настоящее время, под юрисдикцией Франции).
После Второй мировой войны в бухте Вильфранш-сюр-Мер находилась база Шестого флота США.

## Население
Население коммуны в 2011 году составляло 5416 человек, а в 2012 году — 5443 человека.
| 1962 | 1968 | 1975 | 1982 | 1990 | 1999 | 2005 | 2006 | 2010 | 2011 | 2012 |
| ---- | ---- | ---- | ---- | ---- | ---- | ---- | ---- | ---- | ---- | ---- |
| 5953 | 6790 | 7200 | 7363 | 8080 | 6833 | 6649 | 6610 | 5419 | 5416 | 5443 |

Динамика численности населения:

## Экономика
В 2010 году из 3131 человек трудоспособного возраста (от 15 до 64 лет) 2159 были экономически активными, 972 — неактивными (показатель активности 69,0 %, в 1999 году — 65,3 %). Из 2159 активных трудоспособных жителей работали 1945 человек (1074 мужчины и 871 женщина), 214 числились безработными (104 мужчины и 110 женщин). Среди 972 трудоспособных неактивных граждан 282 были учениками либо студентами, 342 — пенсионерами, а ещё 348 — были неактивны в силу других причин.
На протяжении 2010 года в коммуне числилось 2516 облагаемых налогом домохозяйств, в которых проживало 5197,5 человек. При этом медиана доходов составила 22 тысячи 727 евро на одного налогоплательщика.

## Достопримечательности (фотогалерея)

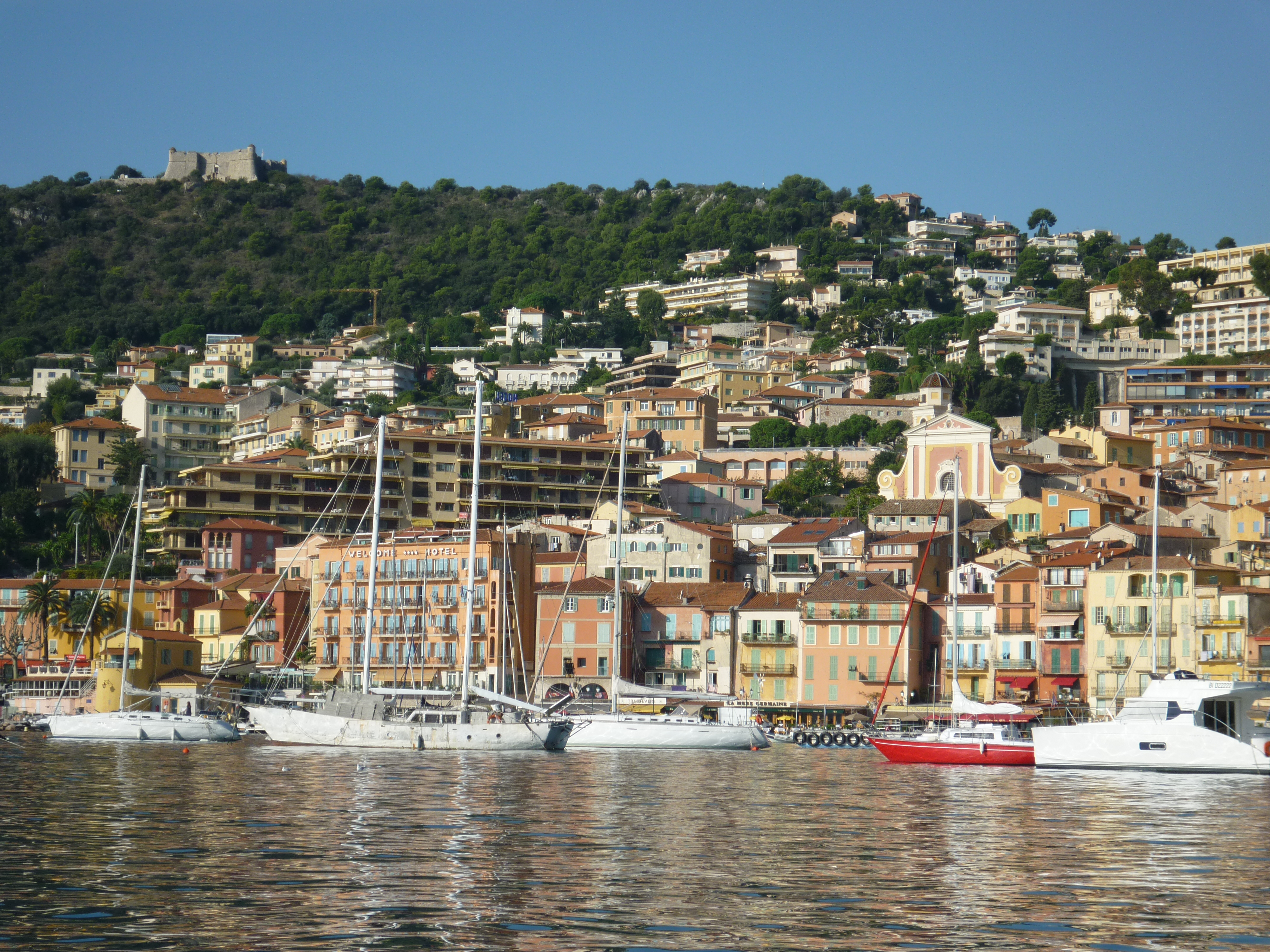
Со стороны моря
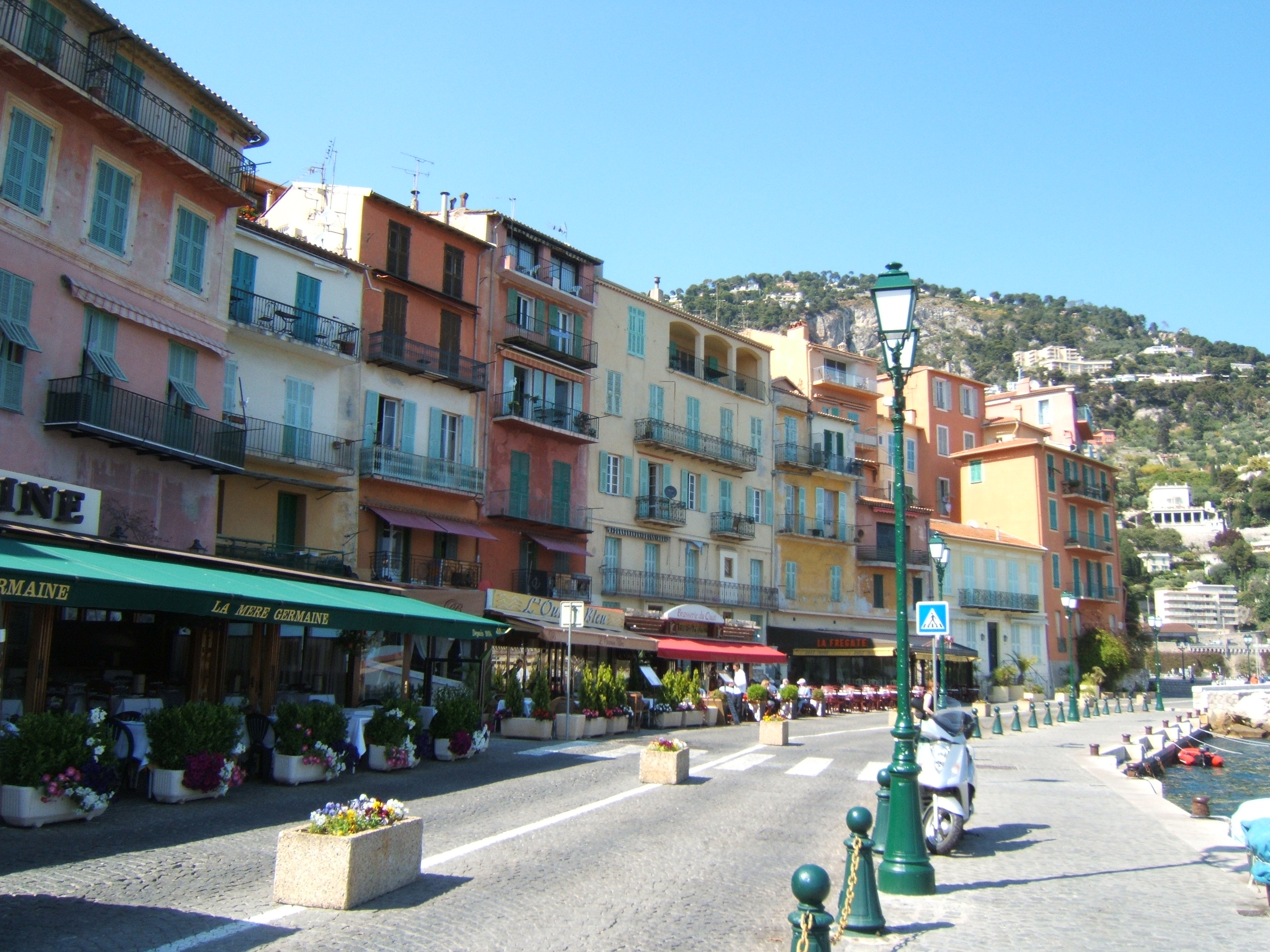
Порт
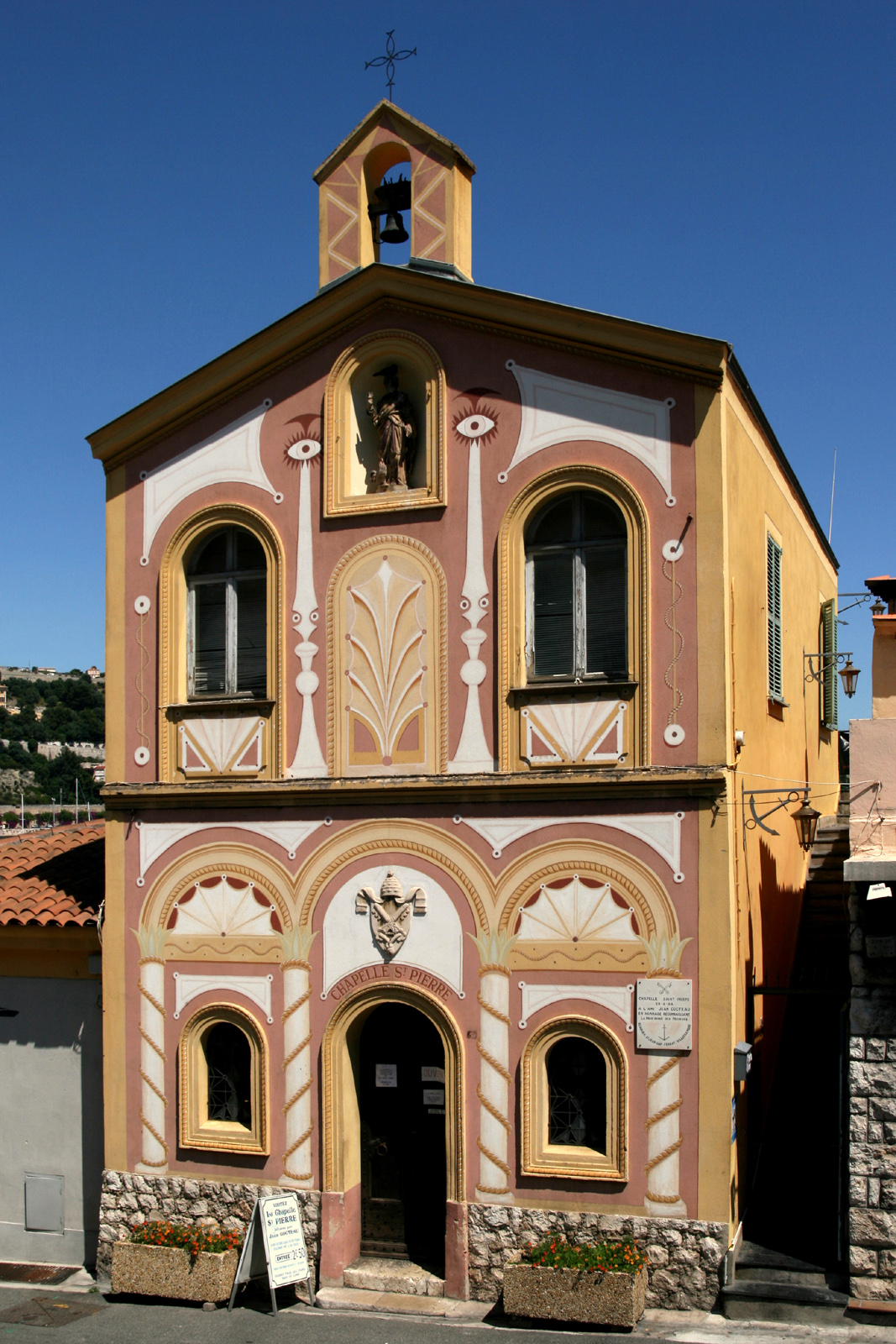
Часовня Святого Петра
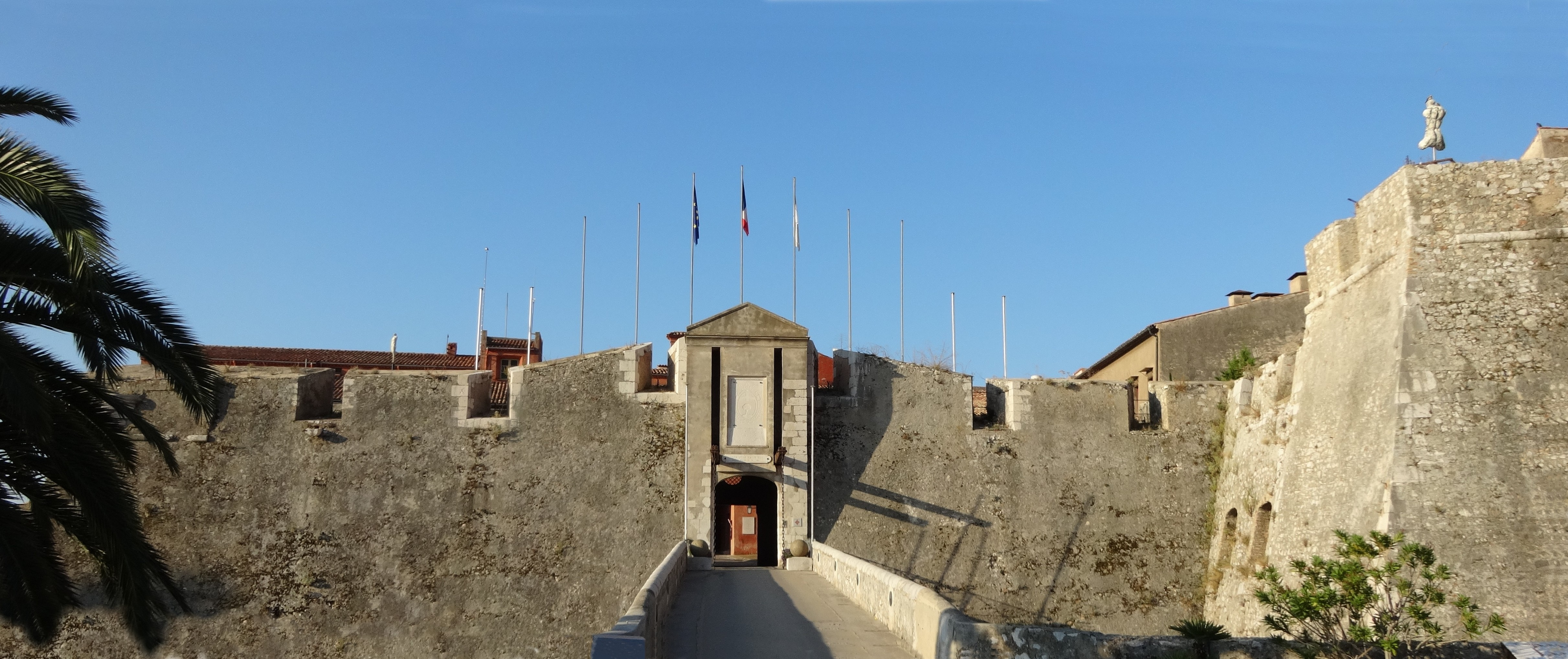
Цитадель Сент-Эльм (XVI век)

## Города-побратимы
- Бордигера, Италия
- Ньивпорт, Бельгия
- План-ле-Отс, Швейцария
- Райскирхен, Германия
- Виллафранка-д’Асти, Италия

## Известные уроженцы
- Мишель Осело (род. 1940) — один из наиболее крупных мультипликаторов Франции